# Gran Premio d'Arabia Saudita 2023
Il Gran Premio d'Arabia Saudita 2023 è stata la seconda prova della stagione 2023 del campionato mondiale di Formula 1. La gara si è tenuta domenica 19 marzo sul circuito cittadino di Gedda ed è stata vinta dal messicano Sergio Pérez su Red Bull Racing-Honda RBPT, al quinto successo in carriera. Pérez ha preceduto all'arrivo il compagno di squadra, l'olandese Max Verstappen, e lo spagnolo Fernando Alonso su Aston Martin Aramco-Mercedes.
All'intero weekend di gara hanno assistito 150 000 spettatori, nuovo record per il Gran Premio d'Arabia Saudita al Jeddah Corniche Circuit. Il precedente primato apparteneva all'edizione inaugurale del 2021, caratterizzata da una presenza di 143 000 nel fine settimana.

## Vigilia

### Aspetti tecnici
Per questo Gran Premio la Pirelli, fornitore unico degli pneumatici, offre la scelta tra gomme di mescola C2, C3 e C4, la tipologia di pneumatici che caratterizza la gamma centrale del genere di coperture messe a disposizione dall'azienda italiana, la stessa opzione scelta fin dall'edizione inaugurale del Gran Premio nel 2021.
La Federazione conferma le tre zone del Drag Reduction System utilizzate dalla prima edizione della gara. La prima zona è fissata sul rettilineo principale di partenza, con detection point posto all'uscita della curva 27, la seconda zona è stabilita tra l'uscita della curva 19 e la curva 22, con detection point fissato all'uscita della curva 17, la terza zona è determinata tra l'entrata della curva 25 e la curva 27, con detection point fissato all'entrata della curva 22. Il circuito di Gedda fu il primo a presentare, fin dalla sua realizzazione, tre zone per l'utilizzo del dispositivo.
La Federazione ha anche analizzato le zone del DRS durante il 2022, introducendo cambiamenti per il 2023 al fine di facilitare i sorpassi o renderli più difficili in alcuni circuiti in cui si riteneva che la zona in cui utilizzare il dispositivo mobile fosse troppo facile o difficile al fine di effettuare un sorpasso. Il circuito di Gedda è uno dei tracciatti oggetto di queste modifiche. Rispetto all'anno precedente, il detection point per la zona DRS posta sul rettilineo principale è stato spostato più avanti, venendo posizionato all'uscita della curva 27. Il punto di attivazione della zona viene anch'esso spostato più avanti e posizionato 240 metri dopo la curva 27.
Dopo la precedente edizione del 2022, il tracciato è protagonista per il secondo anno consecutivo di alcune modifiche. Esse vengono apportate all'altezza delle curve 22 e 23, dove i piloti affrontano una curva veloce sinistra-destra. In questo punto viene sistemato il posizionamento delle barriere, oltre all'aggiunta di un cordolo che riduce la velocità delle monoposto di circa 50 km/h. La curva 22 inizia adesso dieci metri dopo, mentre la curva 23 è stata spostata di cinque metri. A livello di recinzioni, altri ritocchi simili vengono attuati in corrispondenza delle curve 14 e 20, in questo caso per allargare il tracciato, favorendo una maggior visuale ai piloti. I muretti di protezione, che vengono arretrati di alcuni metri, sono modificati anche in altre zone della pista, sempre con lo stesso obiettivo. Nello specifico, ciò avviene nelle curve 8 e 10, le stesse che vedono anche l'aggiunta di cordoli. L'inserimento di quest'ultimi si concretizza anche in altri quattro punti, alle curve 1, 11, 17 e 23, insieme alle curve 3, 14, 19, 20 e 21. Una fila di barriere Tecpro viene installata sulla sinistra alla curva 11. Un nuovo pannello luminoso viene installato sulla sinistra alla curva 9, mentre il pannello luminoso numero 22 viene leggermente spostato più avanti.
La Federazione rende noto che al termine della gara del precedente Gran Premio del Bahrein, tra le prime dieci vetture classificate è stata sorteggiata la Mercedes di George Russell per le verifiche tecniche. Le ispezioni hanno riguardato i pedali della frizione e dell'acceleratore e tutti i sensori, il loro telaio e le connessioni ad altre unità. Tutti i componenti ispezionati sono risultati essere conformi al regolamento tecnico.
Prima dell'inizio della prima sessione di prove libere del venerdì, la scuderia tedesca Mercedes non conferma l'autocertificazione da presentare alla Federazione che il pilota britannico Lewis Hamilton sta indossando gioielli, sotto forma di piercing, catenine o orologi in metallo. Hamilton viene convocato dai commissari sportivi. Il pilota britannico non riceve sanzioni.
Sulla vettura di Carlos Sainz Jr. viene installata la seconda unità relativa al motore a combustione interna. Sulla vettura di Lando Norris viene installata la seconda unità relativa al motore a combustione interna, al turbocompressore, all'MGU-H, all'MGU-K e all'impianto di scarico. Sulla vettura di Sergio Pérez viene installata la seconda unità relativa al sistema di recupero dell'energia e all'unità di controllo elettronico. Tutti i piloti non sono penalizzati sulla griglia di partenza in quanto i nuovi componenti installati rientrano tra quelli utilizzabili nel numero massimo stabilito dal regolamento tecnico. Sulla vettura di Charles Leclerc viene installata la seconda unità relativa al motore a combustione interna e all'MGU-H, e la terza unità relativa all'unità di controllo elettronico. Il pilota monegasco della Ferrari è penalizzato di dieci posizioni sulla griglia di partenza in quanto il terzo componente installato supera quelli utilizzabili nel numero massimo stabilito dal regolamento tecnico.
Sulla vettura di Sergio Pérez viene installata la seconda scatola del cambio e la seconda trasmissione. Il pilota messicano della Red Bull Racing non è penalizzato sulla griglia di partenza in quanto i nuovi componenti installati rientrano tra quelli utilizzabili nel numero massimo stabilito dal regolamento tecnico.

### Aspetti sportivi
Il Gran Premio rappresenta il secondo appuntamento stagionale a distanza di due settimane dalla disputa del Gran Premio del Bahrein, gara d'apertura del campionato. Il Gran Premio d'Arabia Saudita è la seconda gara consecutiva corsa in Medio Oriente in questa stagione, nonché la seconda e ultima prova nel mese di marzo. Nella storia della Formula 1, è il quinto Gran Premio ospitato da una nazione del Medio Oriente, dopo i Gran Premi di Bahrein, Abu Dhabi, Sakhir e Qatar. La gara si disputa in notturna, come l'anno precedente, e per il secondo appuntamento stagionale consecutivo. Il contratto per la disputa del Gran Premio d'Arabia Saudita nel calendario del campionato mondiale di Formula 1 ha una valenza fino al termine della stagione 2030. Sponsor del Gran Premio, come fin dalla prima edizione del 2021, è la multinazionale locale di telefonia mobile STC. A questa edizione assistono 150 000 spettatori nel corso del weekend di gara, il quale rappresenta il record assoluto per il Gran Premio. Il precedente primato apparteneva all'edizione inaugurale del 2021, caratterizzata da una presenza di 143 000 spettatori nel fine settimana.
Presente nel calendario del campionato mondiale fin dalla stagione 2021, esso vede la disputa della terza edizione, la seconda consecutiva nel mese di marzo, dopo quella inaugurale corsa in dicembre. Il Jeddah Corniche Circuit, sede dell'appunamento, e dopo aver ospitato i Gran Premi sauditi per le stagioni 2021 e 2022, era previsto che venisse sostituito dall'autodromo di Qiddiya già a partire da questa edizione della gara, prima che il Gran Premio fosse mantenuto sulla stessa pista. A inizio anno viene reso noto dagli organizzatori che il Gran Premio d'Arabia Saudita verrà mantenuto a Gedda almeno fino al 2027, mentre i lavori per la costruzione dell'impianto permanente nella nuova località proseguiranno. È il circuito, fra tutti quelli utilizzati nel calendario del campionato mondiale, oggetto del più alto numero di curve, 27, nonché il più veloce tracciato cittadino presente in calendario nella storia della categoria, e il primo circuito cittadino a essere utilizzato in stagione.
Durante l'edizione del 2022, la disputa del Gran Premio viene messa in discussione a causa del conflitto tra Iran e Arabia Saudita, sostanzialmente per il controllo dello Yemen. Nella settimana precedente alla disputa della gara, missili e droni colpiscono varie aree dell'Arabia Saudita, tra cui la città di Gedda, sede dell'evento, e la regione di Jizan. Gli organizzatori minimizzano l'accaduto, affermando che tutte le misure necessarie vengono prese per garantire la sicurezza di tutti gli spettatori, nonché del personale partecipante e dei media. Durante il weekend di gara, il gruppo armato Huthi, appoggiato dall'Iran, lancia un missile contro una struttura presente vicino al circuito sponsorizzata da Aramco, compagnia nazionale saudita di idrocarburi. Il Gran Premio verrà poi svolto regolarmente. Alla luce di quanto accaduto, per l'edizione del 2023 gli organizzatori del Gran Premio rafforzano le condizioni di sicurezza dell'evento per evitare il ripetersi di simili episodi.
Il pilota spagnolo dell'Alpine, Fernando Alonso, prende parte al trecentosessantesimo Gran Premio in Formula 1, estendendo il record del maggior numero di Gran Premi corsi nella categoria sul finlandese Kimi Räikkönen, autore della disputa di trecentocinquantadue Gran Premi. Per il pilota della scuderia italiana AlphaTauri, l'olandese Nyck de Vries, si tratta del debutto assoluto su questo tracciato. La scuderia britannica Williams nomina Frederic Brousseau come nuovo direttore operativo, ingegnere reduce da ventisei anni di carriera nell'industria aerospaziale. La Formula 1 annuncia l'estensione del contratto per la disputa nel calendario del campionato mondiale del Gran Premio d'Austria fino al 2027, sempre sul circuito del Red Bull Ring. La scuderia svizzera Alfa Romeo viene inizialmente iscritta al Gran Premio come Alfa Romeo F1 Team Kick, prima di essere registrata come Alfa Romeo F1 Team Stake.
L'ex pilota di Formula 1 Enrique Bernoldi è nominato commissario aggiunto. Il brasiliano ha svolto in passato, in diverse occasioni, tale funzione, l'ultima al Gran Premio degli Stati Uniti d'America 2022. È la casa automobilistica inglese Aston Martin, come nella gara precedente, a fornire la safety car e la medical car.

## Prove

### Resoconto
Max Verstappen coglie la migliore prestazione, nella prima sessione. Il campione del mondo chiude un giro di un secondo più veloce del più rapido, nella analoga sessione dell'edizione 2022. L'olandese è stato l'unico a scendere sotto il minuto e trenta secondi. Il tempo è stato ottenuto dopo che l'assetto della vettura era stato ribassato. Le prime sei posizioni sono divise a coppie: alle spalle del duo della Red Bull Racing c'è la coppia dell'Aston Martin, seguita da quella della Mercedes. Sono risultate meno competitive, invece, le due Ferrari, che però hanno concentrato il loro lavoro sulla ricerca dell'assetto per la gara.
Verstappen si conferma anche nella sessione serale, chiudendo il miglior giro con un tempo simile a quello della prima sessione. Alle sue spalle s'inserisce Fernando Alonso, che riesce a precedere il compagno di Verstappen, Pérez, di un decimo. Lo spagnolo ha anche dimostrato di essere vicino alle prestazioni delle vetture austriache, nel passo di gara. Al quarto posto è scalato Esteban Ocon, davanti a George Russell. È sembrato meno a suo agio Lewis Hamilton, che è solo undicesimo, alle spalle del duo della Ferrari. La casa italiana ha proseguito coi test sulla vettura, concentrandosi anche sullo studio dell'aerodinamica, tanto che il migliore pilota motorizzato dalla Ferrari è risultato Nico Hülkenberg.
Nella notte tra il venerdì e il sabato, l'Alpine utilizza uno dei due coprifuochi concessi durante la stagione per effettuare le operazioni sulle proprie vetture. La squadra francese non riceve sanzioni.
Prima dell'inizio della terza sessione di prove libere del sabato, sulla vettura di Max Verstappen viene installata la seconda scatola del cambio e la seconda trasmissione. Il pilota olandese della Red Bull Racing non è penalizzato sulla griglia di partenza in quanto i nuovi componenti installati rientrano tra quelli utilizzabili nel numero massimo stabilito dal regolamento tecnico.
Anche al sabato Verstappen resta il più rapido. L'olandese, dopo aver testato le gomme a mescola hard, monta le gomme morbide e coglie una prestazione di oltre un secondo migliore del miglior tempo della stessa sessione della stagione 2022. A sei decimi dal campione del mondo si ferma il compagno di scuderia Sergio Pérez. Dietro al duo della Red Bull Racing si conferma la buona velocità per le Aston Martin, che monopolizzano terzo e quarto posto. Le Ferrari hanno ancora testato assetti diversi per gomme e carico di benzina, mentre sono risultate più competitive le Mercedes, col quinto tempo di Hamilton, e le McLaren, con settimo e ottavo tempo. Molte vetture sfruttano due giri di riscaldamento prima di cercare il tempo: questo provoca dei rischi di tamponamento, così come accaduto, in sessione, tra Verstappen e Lando Norris. Non ha preso parte alla sessione Nyck de Vries, a causa di un problema alla power unit Honda RBPT, che presentava parametri non regolari.

### Risultati
Nella prima sessione del venerdì si è avuta questa situazione:
| Pos | Nº | Pilota          | Costruttore                  | Tempo    | Gap    | Giri |
| --- | -- | --------------- | ---------------------------- | -------- | ------ | ---- |
| 1   | 1  | Max Verstappen  | Red Bull Racing-Honda RBPT   | 1'29"617 |        | 18   |
| 2   | 11 | Sergio Pérez    | Red Bull Racing-Honda RBPT   | 1'30"100 | +0"483 | 20   |
| 3   | 14 | Fernando Alonso | Aston Martin Aramco-Mercedes | 1'30"315 | +0"698 | 22   |

Nella seconda sessione del venerdì si è avuta questa situazione:
| Pos | Nº | Pilota          | Costruttore                  | Tempo    | Gap    | Giri |
| --- | -- | --------------- | ---------------------------- | -------- | ------ | ---- |
| 1   | 1  | Max Verstappen  | Red Bull Racing-Honda RBPT   | 1'29"603 |        | 29   |
| 2   | 14 | Fernando Alonso | Aston Martin Aramco-Mercedes | 1'29"811 | +0"208 | 26   |
| 3   | 11 | Sergio Pérez    | Red Bull Racing-Honda RBPT   | 1'29"902 | +0"299 | 26   |

Nella sessione del sabato mattina si è avuta questa situazione:
| Pos | Nº | Pilota          | Costruttore                  | Tempo    | Gap    | Giri |
| --- | -- | --------------- | ---------------------------- | -------- | ------ | ---- |
| 1   | 1  | Max Verstappen  | Red Bull Racing-Honda RBPT   | 1'28"485 |        | 20   |
| 2   | 11 | Sergio Pérez    | Red Bull Racing-Honda RBPT   | 1'29"098 | +0"613 | 15   |
| 3   | 14 | Fernando Alonso | Aston Martin Aramco-Mercedes | 1'29"483 | +0"998 | 21   |

## Qualifiche

### Resoconto
Prima delle qualifiche, sulla vettura di Nyck de Vries viene installata la seconda unità relativa al motore a combustione interna, al turbocompressore, all'MGU-H, all'MGU-K, all'unità di controllo elettronico e all'impianto di scarico. Il pilota olandese dell'AlphaTauri non è penalizzato sulla griglia di partenza in quanto i nuovi componenti installati rientrano tra quelli utilizzabili nel numero massimo stabilito dal regolamento tecnico.
L'inizio delle qualifiche vede subito un testacoda per Nyck De Vries. Poco dopo sale al comando Logan Sargeant, davanti a Nico Hülkenberg. Il tempo dello statunitense viene cancellato per aver tagliato la riga che delimita l'entrata della corsia dei box sul rettilineo del traguardo. Charles Leclerc chiude il primo giro, senza battere il tempo di Hülkenberg; sale in vetta Sergio Pérez, mentre Russell è terzo. Subito dopo prende il comando Max Verstappen (1'28"761), con Lewis Hamilton che si piazza sesto. Carlos Sainz Jr. è costretto a abortire il suo primo tentativo veloce. Le Ferrari hanno un carico di benzina tanto da poter compiere in pista quasi tutta la sessione. Kevin Magnussen sale quarto, mentre Sainz Jr. riesce a scalare al terzo posto, anche se ad un secondo dal tempo di Verstappen. In seguito lo spagnolo è preceduto dal compagno di scuderia Leclerc. Lando Norris tocca l'interno del muro dell'ultima curva, danneggiando la sospensione anteriore sinistra. Il britannico è costretto ai box, e le riparazioni non sono veloci tanto da permettergli di ritornare in pista. Alonso, nel frattempo, è autore di un testacoda. Russell e Hamilton s'intercalano tra le due Ferrari, e Zhou Guanyu e Oscar Piastri entrano nei primi dieci. Alonso prende il quarto posto, mentre il compagno di scuderia, Stroll è solo quindicesimo, a cinque minuti dalla fine della sessione. Sargeant commette un testacoda, rovinando il suo giro, e non riuscendo a entrare nella lotta per il passaggio alla Q2. Lance Stroll risale decimo. Gasly risale undicesimo e meglio fa Esteban Ocon che è ottavo. Stroll rimonta ancora, fino al quarto posto. Piastri risale undicesimo, eliminando Alexander Albon rimasto ai box. Al termine della sessione Sargeant colpisce un muretto, rovinando il suo giro veloce. Non passano al turno seguente Tsunoda, Albon, De Vries, Norris e Sargeant.
Nella seconda fase Alonso chiude il primo tentativo in 1'28"757, vicino alla prestazione di Verstappen in Q1. Stroll è secondo a cinque decimi, prima che Leclerc s'inserisca tra i due. Ocon è quarto, davanti alla coppia della Mercedes. Verstappen manca il primo tentativo veloce, rischiando di finire contro un muretto. Poco dopo l'olandese rallenta ed è costretto al ritiro dalle qualifiche, per la rottura di un semiasse. Pérez, nel frattempo, si pone alle spalle di Alonso, a 0"117. A quattro minuti dalla fine di sessione Sainz Jr. sarebbe ancora eliminato. Russell si migliora tanto da piazzarsi davanti a Stroll. I piloti sono tutti molto vicini nei tempi. Zhou sale ottavo, con Piastri che fa anche meglio, ed è settimo. Hülkenberg s’intercala fra i due, prima che Sainz Jr. colga il quarto tempo. Pérez strappa la migliore prestazione ad Alonso. Ocon e Gasly rimontano nella zona dei qualificati per la terza fase. Non accedono in Q3 Hülkenberg, Zhou, Magnussen, Bottas e Verstappen.
Nella fase finale Fernando Alonso è il primo a prendere la pista, chiudendo in 1'28"925. Alle sue spalle c'è il duo dell'Alpine Ocon e Gasly. L'arrivo delle due Ferrari modifica la classifica: Leclerc è primo, mentre Sainz Jr. si pone tra le due vetture francesi. Hamilton sale terzo, ma è subito battuto da George Russell, che si piazza nella pole position provvisoria. Il tempo del britannico è abbassato da Pérez (1’28"265). Stroll e Piastri entrano in pista più tardi: il canadese è quinto, mentre l'australiano chiude decimo. Alonso si migliora, ma non è capace di avvicinare il tempo di Pérez. Piastri cerca un secondo giro rapido consecutivo, ed è ottavo. Così tenta anche Stroll, che però rovina il giro con un errore nella parte finale. Leclerc precede di nuovo Alonso, mentre Sainz Jr., penalizzato dalla presenza delle due Mercedes all'inizio del suo tentativo, è quinto. Pérez conquista la pole position davanti ad Alonso. Leclerc, penalizzato di dieci posizioni, è dodicesimo. Chiudono poi Russell e Sainz Jr..
Per il messicano è la seconda partenza al palo in carriera, dopo quella conquistata nell'edizione precedente della gara. Pérez eguaglia Jean Alesi come gli unici piloti nella storia della categoria ad aver conquistato più pole position sullo stesso tracciato, dopo le due partenze al palo del francese sul circuito di Monza. Per la Red Bull Racing è l'ottantatreesima pole position nel mondiale, confermandosi partente in prima posizione nella seconda edizione consecutiva della gara dopo la partenza in prima piazza nel 2022 proprio con Pérez. Per il costruttore di Milton Keynes è la seconda pole position nel Gran Premio d'Arabia Saudita. Alonso è qualificato terzo ma parte secondo a seguito della penalità inflitta a Leclerc in quel che rappresenta la seconda partenza in prima fila nella storia per l'Aston Martin dopo che Roy Salvadori partì dalla stessa posizione nel Gran Premio di Gran Bretagna 1959. Russell è quarto ma parte terzo grazie alla penalità di Leclerc dopo che la Mercedes non riuscì a piazzare nessuna vettura nelle prime tre posizioni in qualifica nella stagione precedente fino al Gran Premio d'Ungheria 2022 dove proprio Russell ottenne la pole position, la prima della sua carriera. Sainz Jr. è quarto in griglia di partenza, la stessa posizione da cui iniziò il precedente Gran Premio del Bahrein 2023, mentre Stroll parte quinto, eguagliando la miglior partenza del 2022 ottenuta nel Gran Premio degli Stati Uniti d'America. Ocon parte sesto dopo aver terminato nelle prime sei posizioni nelle due precedenti apparizioni su questo tracciato. Hamilton è qualificato ottavo ma parte settimo grazie alla penalità di Leclerc, nuovamente battuto in qualifica dal compagno di scuderia Russell in entrambe le due gare del 2023. Il britannico partì dalla stessa posizione nella precedente gara in Bahrein. Piastri parte ottavo e Gasly nono grazie all'accesso in Q3, dopo essere stati eliminati nel corso della Q1 nella gara precedente, mentre Hülkenberg fa meglio del compagno di scuderia Magnussen in qualifica per la seconda gara consecutiva. Zhou ottiene il dodicesimo tempo, eguagliando la prestazione del compagno di scuderia Bottas nella gara precedente. Verstappen non ottiene l'accesso alla Q3 per la prima volta dal Gran Premio di Russia 2021. L'olandese vinse la gara partendo dal quattordicesimo posto nel Gran Premio del Belgio 2022. Il campione del mondo è partito quindicesimo per due volte in carriera, nelle edizioni 2015 e 2018 del Gran Premio del Bahrein, dove fu ritirato. Nella storia della categoria, solo una gara è stata vinta dalla quindicesima posizione in griglia, quella appannaggio di Alonso nella prima edizione del Gran Premio di Singapore nel 2008. Norris è eliminato in Q1 solamente per la seconda volta in carriera, dopo l'uscita nella prima fase nel Gran Premio di Germania 2019. Tsunoda è eliminato in Q1 per la seconda edizione consecutiva della gara. Con l'eliminazione del compagno di scuderia De Vries nella stessa fase, entrambe le AlphaTauri sono eliminate in Q1 per la prima volta dal Gran Premio d'Ungheria 2022. Il tempo cancellato a Sargeant di 1'29"721 per aver attraversato l'area verniciata tra l'entrata della corsia dei box e il tracciato sarebbe stato sufficiente per accedere al Q2. Lo statunitense non ottiene tempi validi in Q1 entro il tempo limite del 107%. Viene autorizzato alla partenza da parte dei commissari.
Sono stati cancellati quattro tempi dai commissari sportivi ai piloti per non aver rispettato i limiti della pista, attraversando l'area verniciata tra l'entrata della corsia dei box e il tracciato, durante le qualifiche. Si sono visti cancellare il tempo Logan Sargeant, Nico Hülkenberg, Kevin Magnussen e Lewis Hamilton. Sono stati cancellati cinque tempi durante l'esposizione delle doppie bandiere gialle. Si sono visti cancellare il tempo Esteban Ocon, Pierre Gasly, Charles Leclerc, Nico Hülkenberg e Carlos Sainz Jr., tutti alla curva 23.

### Risultati
Nella sessione di qualifica si è avuta questa situazione:
| Pos                         | Nº | Pilota           | Costruttore                  | Q1       | Q2       | Q3       | Griglia |
| --------------------------- | -- | ---------------- | ---------------------------- | -------- | -------- | -------- | ------- |
| 1                           | 11 | Sergio Pérez     | Red Bull Racing-Honda RBPT   | 1'29"244 | 1'28"635 | 1'28"265 | 1       |
| 2                           | 16 | Charles Leclerc  | Ferrari                      | 1'29"376 | 1'28"903 | 1'28"420 | 12      |
| 3                           | 14 | Fernando Alonso  | Aston Martin Aramco-Mercedes | 1'29"298 | 1'28"757 | 1'28"730 | 2       |
| 4                           | 63 | George Russell   | Mercedes                     | 1'29"592 | 1'29"132 | 1'28"857 | 3       |
| 5                           | 55 | Carlos Sainz Jr. | Ferrari                      | 1'29"411 | 1'28"957 | 1'28"931 | 4       |
| 6                           | 18 | Lance Stroll     | Aston Martin Aramco-Mercedes | 1'29"335 | 1'28"962 | 1'28"945 | 5       |
| 7                           | 31 | Esteban Ocon     | Alpine-Renault               | 1'29"707 | 1'29"255 | 1'29"078 | 6       |
| 8                           | 44 | Lewis Hamilton   | Mercedes                     | 1'29"689 | 1'29"374 | 1'29"223 | 7       |
| 9                           | 81 | Oscar Piastri    | McLaren-Mercedes             | 1'29"706 | 1'29"378 | 1'29"243 | 8       |
| 10                          | 10 | Pierre Gasly     | Alpine-Renault               | 1'29"890 | 1'29"411 | 1'29"357 | 9       |
| 11                          | 27 | Nico Hülkenberg  | Haas-Ferrari                 | 1'29"547 | 1'29"451 | N.D.     | 10      |
| 12                          | 24 | Zhou Guanyu      | Alfa Romeo-Ferrari           | 1'29"654 | 1'29"461 | N.D.     | 11      |
| 13                          | 20 | Kevin Magnussen  | Haas-Ferrari                 | 1'29"744 | 1'29"634 | N.D.     | 13      |
| 14                          | 77 | Valtteri Bottas  | Alfa Romeo-Ferrari           | 1'29"929 | 1'29"668 | N.D.     | 14      |
| 15                          | 1  | Max Verstappen   | Red Bull Racing-Honda RBPT   | 1'28"761 | 1'49"953 | N.D.     | 15      |
| 16                          | 22 | Yuki Tsunoda     | AlphaTauri-Honda RBPT        | 1'29"939 | N.D.     | N.D.     | 16      |
| 17                          | 23 | Alexander Albon  | Williams-Mercedes            | 1'29"994 | N.D.     | N.D.     | 17      |
| 18                          | 21 | Nyck de Vries    | AlphaTauri-Honda RBPT        | 1'30"244 | N.D.     | N.D.     | 18      |
| 19                          | 4  | Lando Norris     | McLaren-Mercedes             | 1'30"447 | N.D.     | N.D.     | 19      |
| Tempo limite 107%: 1'34"974 |    |                  |                              |          |          |          |         |
| NQ                          | 2  | Logan Sargeant   | Williams-Mercedes            | 2'08"510 | N.D.     | N.D.     | 20      |

In grassetto sono indicate le migliori prestazioni in Q1, Q2 e Q3.

## Gara

### Resoconto
Fernando Alonso scatta subito al via, prendendo la testa della gara, davanti a Pérez. Seguono George Russell, Carlos Sainz Jr., Lance Stroll, Esteban Ocon e Lewis Hamilton. Già nel corso del primo giro Stroll passa Sainz Jr.. Alonso viene penalizzato di cinque secondi, per essersi posizionato in maniera scorretta sulla piazzola di partenza e, al terzo giro, cede la vetta della gara a Pérez. Lo spagnolo, però, non perde contatto dal leader della gara. Nelle retrovie Leclerc passa Pierre Gasly e Hamilton e, al nono giro, è settimo. Rinviene anche Verstappen, che si porta, al dodicesimo giro, alle spalle del monegasco. Nel giro successivo Ocon cede la posizione prima a Leclerc, poi a Verstappen. Stroll si ferma, per montare gomme hard, al quattordicesimo giro. Si fermano poi Gasly, Sainz Jr., Leclerc e Ocon. La gara di Stroll s'interrompe, per un guasto tecnico, al diciottesimo giro. Il pilota canadese ferma la monoposto presso uno dei varchi che consentono l'entrata in pista delle vetture di soccorso: per ragioni di sicurezza la direzione di gara invia in pista la safety car.
Approfittano della vettura di sicurezza molti piloti per il loro cambio gomme: Alonso sconta, nella sosta, la sua penalità. La classifica vede, alla ripresa delle ostilità, Pérez al comando, davanti ad Alonso, Russell, Verstappen, Sainz Jr. e Hamilton. Hamilton passa presto Sainz Jr., mentre Verstappen salta Russell al ventitreesimo giro e Alonso al venticinquesimo. Pérez, sempre al comando, riesce a mantenere un margine di sicurezza nei confronti del suo compagno di team, duellando, nel mentre, a colpi di giri veloci. Le due Red Bull Racing sembrano mostrare qualche problema, con Verstappen che si lamenta per il retrotreno e Pérez che non ha buona sensibilità sul pedale del freno. Ciò non impedisce ai due di comandare la gara fino alla bandiera a scacchi, con il campione del mondo che coglie, all'ultimo passaggio, il giro veloce. Negli ultimi giri la Mercedes chiede a Russell, quarto, di ridurre il distacco da Alonso a meno di cinque secondi, stante che il pilota dell'Aston Martin è sotto indagine per le modalità con cui ha scontato la penalità. Un meccanico, infatti, aveva sollevato la vettura, per il cambio gomme, durante la sosta, e questo poteva essere considerato come un intervento non ammesso, visto il divieto di agire sulla vettura durante la penalità. Alonso, giunto terzo, viene inizialmente penalizzato di dieci secondi, cosa che gli fa perdere il podio. Successivamente la FIA modifica la sua decisione, restituendo la posizione allo spagnolo.
Sergio Pérez vince il quinto Gran Premio in carriera, il primo trionfo dal Gran Premio di Singapore 2022. Il messicano è il terzo vincitore diverso in altrettante edizioni del Gran Premio d'Arabia Saudita. Per la prima volta Pérez vince un Gran Premio con Verstappen che chiude in seconda posizione. Per la Red Bull Racing è la novantaquattresima vittoria nel mondiale, la seconda consecutiva in questo Gran Premio dopo quella dell'edizione precedente del 2022 con Verstappen. Per il costruttore di Milton Keynes è il secondo successo nel Gran Premio d'Arabia Saudita, nonché la ventiquattresima doppietta nella propria storia nella categoria, la seconda consecutiva dopo quella ottenuta nella precedente gara nel Gran Premio del Bahrein. Il team austriaco aveva ottenuto due doppiette consecutive solamente una volta in precedenza, durante la stagione 2009 nel Gran Premio di Gran Bretagna e nel Gran Premio di Germania. Per Verstappen, secondo, è il settantanovesimo podio in carriera, a una lunghezza dai podi totali ottenuti da Ayrton Senna. L'olandese, al ventunesimo arrivo consecutivo, nonché la striscia attiva più lunga in griglia, mantiene il comando della classifica piloti grazie al punto addizionale conquistato facendo registrare il giro più veloce. Per Alonso, terzo, è il centesimo podio in carriera, e diventa il sesto pilota nella storia della Formula 1 ad ottenere la tripla cifra, dietro a Hamilton, Michael Schumacher, Sebastian Vettel, Alain Prost e Kimi Räikkönen. Lo spagnolo ha condotto il primo giro di una gara per la prima volta dal Gran Premio di Germania 2012 con la Ferrari. Alonso ottiene il secondo podio consecutivo dopo quello in Bahrein per la prima volta dal Gran Premio di Singapore 2013. Hamilton termina quinto in entrambe le due gare corse in questa stagione, mentre alla Ferrari Sainz Jr., sesto all'arrivo, continua a condurre su Leclerc, settimo alla bandiera a scacchi, nella classifica piloti. Il monegasco ottiene i primi punti in stagione. Per Ocon l'ottava posizione è il peggior risultato per l'Alpine sul circuito di Gedda in tre apparizioni. Gasly, nono, termina nella stessa posizione da cui è partito, dopo aver terminato in nona posizione nella gara precedente Bahrein. Magnussen, decimo, ottiene i primi punti in stagione per la Haas, mentre Tsunoda, undicesimo, e De Vries, quattordicesimo, terminano nelle stesse posizioni del Bahrein. Con Piastri quindicesimo e il compagno di squadra Norris diciassettesimo, come in Bahrein, la McLaren è l'ultima classificata nel mondiale costruttori dopo due gare. Alonso ha preso parte al trecentosessantesimo Gran Premio in Formula 1, estendendo il record del maggior numero di Gran Premi corsi nella categoria sul finlandese Kimi Räikkönen, autore della disputa di trecentocinquantadue Gran Premi. I meccanici della Ferrari stabiliscono il primato stagionale di tempo per una sosta ai box durante un pit stop di Leclerc, con 2"10. Il precedente record apparteneva proprio alla scuderia di Maranello per una sosta ai box sempre di Leclerc con 2"22 nel precedente Gran Premio del Bahrein.
Sono stati cancellati sedici tempi dai commissari sportivi ai piloti per non aver rispettato i limiti della pista, durante la gara. Si sono visti cancellare il tempo due volte Kevin Magnussen (entrambe le volte alla curva 23), Max Verstappen (entrambe le volte alla curva 23), Alexander Albon (entrambe le volte alla curva 23) e Charles Leclerc (una volta alla curva 23 e una volta alla curva 2), una volta Logan Sargeant (alla curva 23), Nico Hülkenberg (alla curva 23), Lance Stroll (alla curva 5), Carlos Sainz Jr. (alla curva 23), Zhou Guanyu (alla curva 2), Lando Norris (alla curva 23), Sergio Pérez (alla curva 23) e Oscar Piastri (alla curva 23).

### Risultati
I risultati del Gran Premio sono i seguenti:
| Pos | Nº | Pilota           | Costruttore                  | Giri | Tempo/Ritiro | Griglia | Punti |
| --- | -- | ---------------- | ---------------------------- | ---- | ------------ | ------- | ----- |
| 1   | 11 | Sergio Pérez     | Red Bull Racing-Honda RBPT   | 50   | 1h21'14"894  | 1       | 25    |
| 2   | 1  | Max Verstappen   | Red Bull Racing-Honda RBPT   | 50   | +5"355       | 15      | 19    |
| 3   | 14 | Fernando Alonso  | Aston Martin Aramco-Mercedes | 50   | +20"728      | 2       | 15    |
| 4   | 63 | George Russell   | Mercedes                     | 50   | +25"866      | 3       | 12    |
| 5   | 44 | Lewis Hamilton   | Mercedes                     | 50   | +31"065      | 7       | 10    |
| 6   | 55 | Carlos Sainz Jr. | Ferrari                      | 50   | +35"876      | 4       | 8     |
| 7   | 16 | Charles Leclerc  | Ferrari                      | 50   | +43"162      | 12      | 6     |
| 8   | 31 | Esteban Ocon     | Alpine-Renault               | 50   | +52"832      | 6       | 4     |
| 9   | 10 | Pierre Gasly     | Alpine-Renault               | 50   | +54"747      | 9       | 2     |
| 10  | 20 | Kevin Magnussen  | Haas-Ferrari                 | 50   | +1'04"826    | 13      | 1     |
| 11  | 22 | Yuki Tsunoda     | AlphaTauri-Honda RBPT        | 50   | +1'07"494    | 16      |       |
| 12  | 27 | Nico Hülkenberg  | Haas-Ferrari                 | 50   | +1'10"588    | 10      |       |
| 13  | 24 | Zhou Guanyu      | Alfa Romeo-Ferrari           | 50   | +1'16"060    | 11      |       |
| 14  | 21 | Nyck de Vries    | AlphaTauri-Honda RBPT        | 50   | +1'17"478    | 18      |       |
| 15  | 81 | Oscar Piastri    | McLaren-Mercedes             | 50   | +1'25"021    | 8       |       |
| 16  | 2  | Logan Sargeant   | Williams-Mercedes            | 50   | +1'26"293    | 20      |       |
| 17  | 4  | Lando Norris     | McLaren-Mercedes             | 50   | +1'26"445    | 19      |       |
| 18  | 77 | Valtteri Bottas  | Alfa Romeo-Ferrari           | 49   | +1 giro      | 14      |       |
| Rit | 23 | Alexander Albon  | Williams-Mercedes            | 27   | Freni        | 17      |       |
| Rit | 18 | Lance Stroll     | Aston Martin Aramco-Mercedes | 16   | Motore       | 5       |       |

Max Verstappen riceve un punto addizionale per aver segnato il giro più veloce della gara.

## Classifiche mondiali

### Piloti
| Pos | Pilota           | Punti |
| --- | ---------------- | ----- |
| 1   | Max Verstappen   | 44    |
| 2   | Sergio Pérez     | 43    |
| 3   | Fernando Alonso  | 30    |
| 4   | Carlos Sainz Jr. | 20    |
| 5   | Lewis Hamilton   | 20    |
| 6   | George Russell   | 18    |
| 7   | Lance Stroll     | 8     |
| 8   | Charles Leclerc  | 6     |
| 9   | Valtteri Bottas  | 4     |
| 10  | Esteban Ocon     | 4     |
| 11  | Pierre Gasly     | 4     |
| 12  | Kevin Magnussen  | 1     |
| 13  | Alexander Albon  | 1     |

### Costruttori
| Pos | Costruttore                  | Punti |
| --- | ---------------------------- | ----- |
| 1   | Red Bull Racing-Honda RBPT   | 87    |
| 2   | Aston Martin Aramco-Mercedes | 38    |
| 3   | Mercedes                     | 38    |
| 4   | Ferrari                      | 26    |
| 5   | Alpine-Renault               | 8     |
| 6   | Alfa Romeo-Ferrari           | 4     |
| 7   | Haas-Ferrari                 | 1     |
| 8   | Williams-Mercedes            | 1     |

## Decisioni della FIA
Al termine della gara, il costruttore britannico Aston Martin presenta ai commissari sportivi una richiesta di revisione della penalità di dieci secondi sul tempo di gara inflitta al pilota spagnolo Fernando Alonso per non aver servito correttamente durante una sosta ai box una penalità di cinque secondi a seguito del posizionamento in griglia di partenza errato di quest'ultimo. Alonso, terzo all'arrivo, scala di una posizione. Il diritto di revisione viene accolto dalla Federazione e il costruttore viene convocato dalla direzione gara. Dopo aver esaminato quanto presentato dalla squadra, il collegio dei commissari annulla la sanzione ad Alonso, il quale riottiene la terza posizione conquistata in gara. Per evitare casi analoghi in futuro la Federazione dichiara che quanto accaduto viene discusso il giovedì successivo alla disputa della gara e che viene fornita chiarezza per il prossimo Gran Premio d'Australia.